# Lindy Cochran
Linda Lorraine "Lindy" Cochran (ur. 10 lipca 1953 w Richmond) – amerykańska narciarka alpejska.

## Kariera
W zawodach Pucharu Świata zadebiutowała 2 marca 1973 roku w Mont-Sainte-Anne, gdzie zajęła 46. miejsce w gigancie. Pierwsze punkty wywalczyła 8 stycznia 1974 roku w Les Gets, zajmując drugie miejsce w slalomie. Tym samym nie tylko zdobyła punkty, ale od razu stanęła na podium. W zawodach tych rozdzieliła Christę Zechmeister z RFN i Austriaczkę Annemarie Moser-Pröll. W kolejnych startach jeszcze kilkukrotnie zdobywała punkty ale nie stanęła już na podium. Była między innymi czwarta w gigancie 4 grudnia 1975 roku w Val d’Isère, przegrywając walkę o podium z Austriaczką Moniką Kaserer. W sezonie 1973/1974 zajęła 20. miejsce w klasyfikacji generalnej, a w klasyfikacji slalomu była ósma.
Wystartowała na igrzyskach olimpijskich w Innsbrucku w 1976 roku, gdzie zajęła szóste miejsce w slalomie i dwunaste w gigancie. Była też czternasta w slalomie na mistrzostwach świata w Sankt Moritz w 1974 roku.
Jej brat – Bob Cochran oraz siostry Barbara Cochran i Marilyn Cochran, a także bratanek Jimmy Cochran i siostrzeniec Ryan Cochran-Siegle również uprawiali narciarstwo alpejskie.

## Osiągnięcia

### Igrzyska olimpijskie
| Miejsce | Dzień     | Rok  | Miejscowość | Konkurencja | Czas biegu | Strata | Zwyciężczyni     |
| ------- | --------- | ---- | ----------- | ----------- | ---------- | ------ | ---------------- |
| 6.      | 11 lutego | 1976 | Innsbruck   | Slalom      | 1:30,54    | +2,70  | Rosi Mittermaier |
| 12.     | 13 lutego | 1976 | Innsbruck   | Gigant      | 1:29,13    | +2,20  | Kathy Kreiner    |

### Mistrzostwa świata
| Miejsce | Dzień     | Rok  | Miejscowość  | Konkurencja | Czas biegu | Strata | Zwyciężczyni     |
| ------- | --------- | ---- | ------------ | ----------- | ---------- | ------ | ---------------- |
| 14.     | 8 lutego  | 1974 | Sankt Moritz | Slalom      | 1:34,63    | +4,87  | Hanni Wenzel     |
| 6.      | 11 lutego | 1976 | Innsbruck    | Slalom      | 1:30,54    | +2,70  | Rosi Mittermaier |
| 12.     | 13 lutego | 1976 | Innsbruck    | Gigant      | 1:29,13    | +2,20  | Kathy Kreiner    |

### Puchar Świata

#### Miejsca w klasyfikacji generalnej
- sezon 1973/1974: 20.
- sezon 1974/1975: 39.
- sezon 1975/1976: 20.

#### Miejsca na podium
1. Les Gets – 8 stycznia 1974 (slalom) – 2. miejsce